# Aufklärungsgeschwader 13
Das Aufklärungsgeschwader 13 war ein Verband der Luftwaffe der Wehrmacht.

## Aufstellung
Der Stab des Geschwaders entstand am 1. November 1938 auf dem Fliegerhorst Göppingen (Lage) für die Luftflotte 3. Er führte die selbstständigen Aufklärungsgruppen 13 und 23.
Die Aufklärungsgruppe 13 setzte sich aus der 1. bis 5. Nahaufklärungsstaffel zusammen, die mit der Henschel Hs 126, der Heinkel He 45 und der Heinkel He 46 ausgestattet waren.
Die Aufklärungsgruppe 23 bestand aus der 1. bis 4. Nahaufklärungsstaffel, die mit der Henschel Hs 126 ausgestattet waren. Diese lagen auf dem Fliegerhorst Eschwege. (Lage)

## Geschichte
Der Geschwaderstab bestand bis zum 26. August 1939. Nach der allgemeinen Mobilmachung der Wehrmacht wurde er umbenannt in den Stab des Koluft Heeresgruppe C (Kommandeur der Luftstreitkräfte) und der Heeresgruppe C unterstellt. Der Stab der Aufklärungsgruppe 13 wurde zuerst umgewandelt zum Koluft 5 der 5. Armee und im November 1939 zum Koluft 18. Der Stab der Aufklärungsgruppe 23 wurde im September 1939 aufgelöst und im Juni 1941 neu aufgestellt.
Die einzelnen Nahaufklärungsstaffeln wurden zur taktischen Luftaufklärung Heeresverbänden unterstellt. So war die 1. Staffel der Aufklärungsgruppe 13 (1./13) dem XXX. Armeekorps, die 2./13 dem VII. Armeekorps, die 3./13 dem V. Armeekorps, die 4./13 der 4. Panzerdivision und die 5./13 dem XIII. Armeekorps zugeordnet.

## Kommandeure

### Geschwaderkommodore
| Dienstgrad | Name               | Zeit                                 |
| ---------- | ------------------ | ------------------------------------ |
| Oberst     | Maximilian Kieffer | 1. November 1938 bis 26. August 1939 |

### Gruppenkommandeure
Aufklärungsgruppe 13
Aufklärungsgruppe 23
- Oberst Robert Pistorius, Januar 1939 bis August 1939